# Kiyotaka Kanai
| Odkryte planetoidy: 1 (wspólnie z Tsuneo Niijimą) | Odkryte planetoidy: 1 (wspólnie z Tsuneo Niijimą) |
| ------------------------------------------------- | ------------------------------------------------- |
| (7752) Otauchunokai                               | 31 października 1988                              |

Kiyotaka Kanai (jap. 金井清高 Kanai Kiyotaka; ur. 1951) – japoński astronom amator.
Wspólnie z Tsuneo Niijimą odkrył planetoidę (7752) Otauchunokai; jej nazwa upamiętnia stowarzyszenie miłośników astronomii Ota Uchuno Kai, którego członkami byli obaj odkrywcy. Kanai jest również niezależnym odkrywcą komety C/1970 B1.
W uznaniu jego pracy jedną z planetoid nazwano (26168) Kanaikiyotaka.